# Panigroc
El panigroc o panicor (Anacyclus clavatus) és una planta amb flors de la família de les asteràcies nadiua de la Mediterrània.
Addicionalment pot rebre els noms de boligs, margarida borda, margarides bordes, margarita, panicors i panigroc ver. També s'han recollit les variants lingüístiques bolits, bullits, camamil·la loca, manzanilla, panicrost i panigrog.

## Distribució
Espècie nadiua del nord d'Àfrica, Macaronèsia, sud-est d'Europa (també dels Països Catalans, excepte Menorca) i Turquia.

## Descripció
És una planta herbàcia anual de 10 a 40 cm d'alçada. Les fulles són pinnatisectes dividides en segments linears. Les flors es disposen en inflorescències de tipus capítol, de 15 a 40 mm de diàmetre. El fruits són aquenis molt comprimits, els exteriors amplament alats. Lígules blanques de 7 a 14 mm. Floreix de maig a juny.

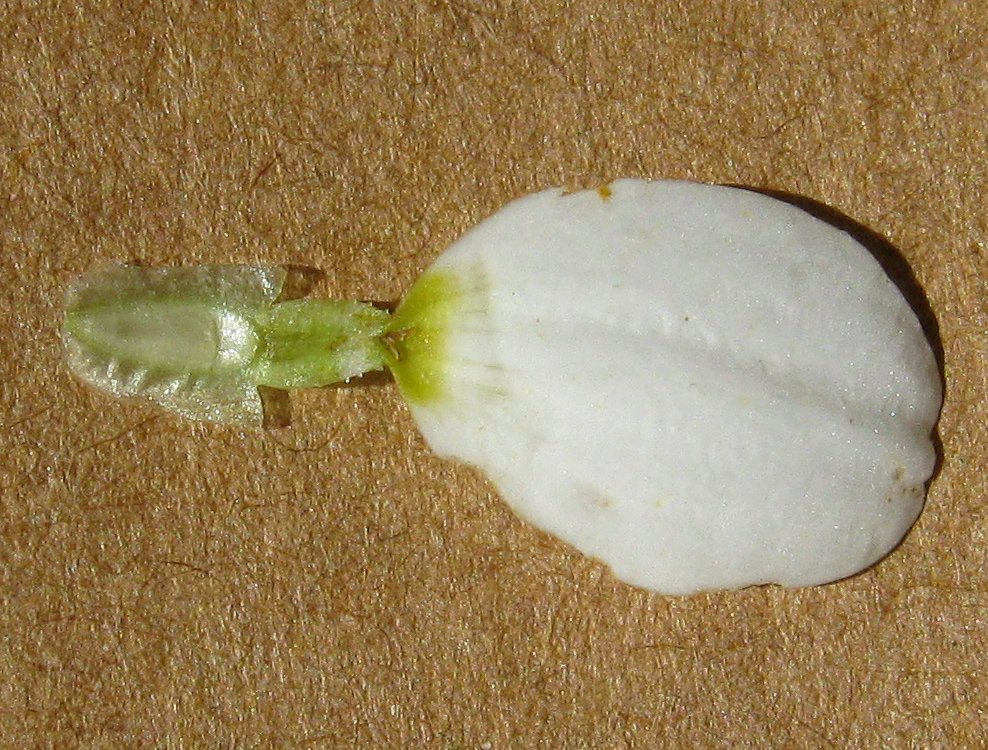
Anacyclus clavatus (Desf.) Pers., un dels aquenis externs, immadur, amb la lígula

## Hàbitat
Vores de camins a la zona mediterrània, especialment a regions de tendència poc plujosa, rarament ascendeix a la muntanya submediterrània. Viu des del nivell del mar fins als 1.000 m d'altitud.